# Tringa erythropus
El archibebe oscuro (Tringa erythropus) es una limícola de la gran familia de aves Scolopacidae, los limícolas típicos. Es un ave ártica, que se reproduce en todo el norte de Escandinavia y el norte de Asia. Es una especie migratoria, pasa los inviernos en la cuenca del Mediterráneo, el sur de las islas británicas, Francia, África topical, y Asia tropical, por lo general en zonas de agua clara o salobre. Ocasionalmente se anima hasta Australia y Norteamérica.

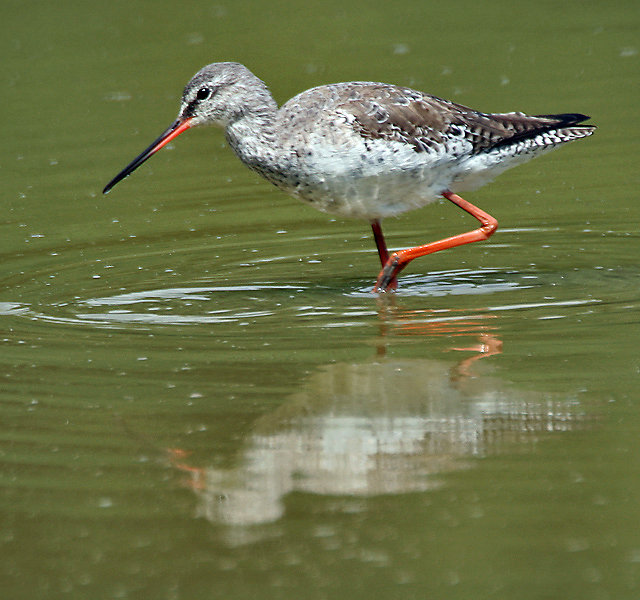
Archibebe oscuro con plumaje de fuera de la época de reproducción en el Parque nacional de Keoladeo, Bharatpur, Rajasthan, India.

Posee una longitud de 29 a 33 cm. Su plumaje de reproducción es negro, y muy pálido grisáceo en invierno. Sus patas y pico son rojos, y durante el vuelo se puede observar una marca en forma de óvalo en su espalda. Los juveniles son amarronados-grisáceos con pequeños puntos blancos en su parte superior, y su plumaje del pecho es fino. Anida en la taiga, deposita cuatro huevos en una depresión del suelo. El llamado es un silbido teu-it (similar al llamado del charrán rosado), la llamada de alarma es quyip-quyip-quyip. Al igual que la mayoría de los limícolas, se alimenta de pequeños invertebrados.